# Glenn Roberts (cestista)
Glenn Edward Roberts (Wise, 25 ottobre 1912 – Kingsport, 21 maggio 1980) è stato un cestista statunitense, professionista nella NBL.

## Carriera
Giocò per tre stagioni nella NBL, disputando complessivamente 24 partite con 3,6 punti di media.

## Palmarès
- Campione NBL (1939)